# Škrilje (Metlika)
Škrilje is een klein plaatsje aan de linkeroever van de Kolpa in Slovenië en maakt deel uit van de Sloveense gemeente Metlika in de NUTS-3-regio Jugovzhodna Slovenija. De plaats telde 16 inwoners op 1 januari 2020.